# Biblioteka Wincentego Byrskiego

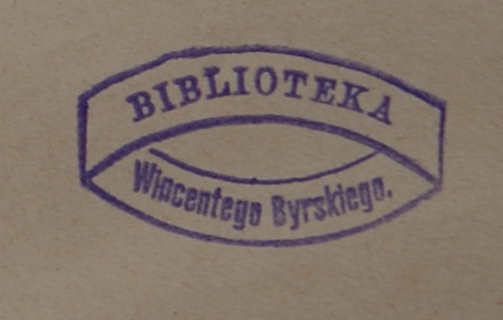
Pieczęć Biblioteki Wincentego Byrskiego

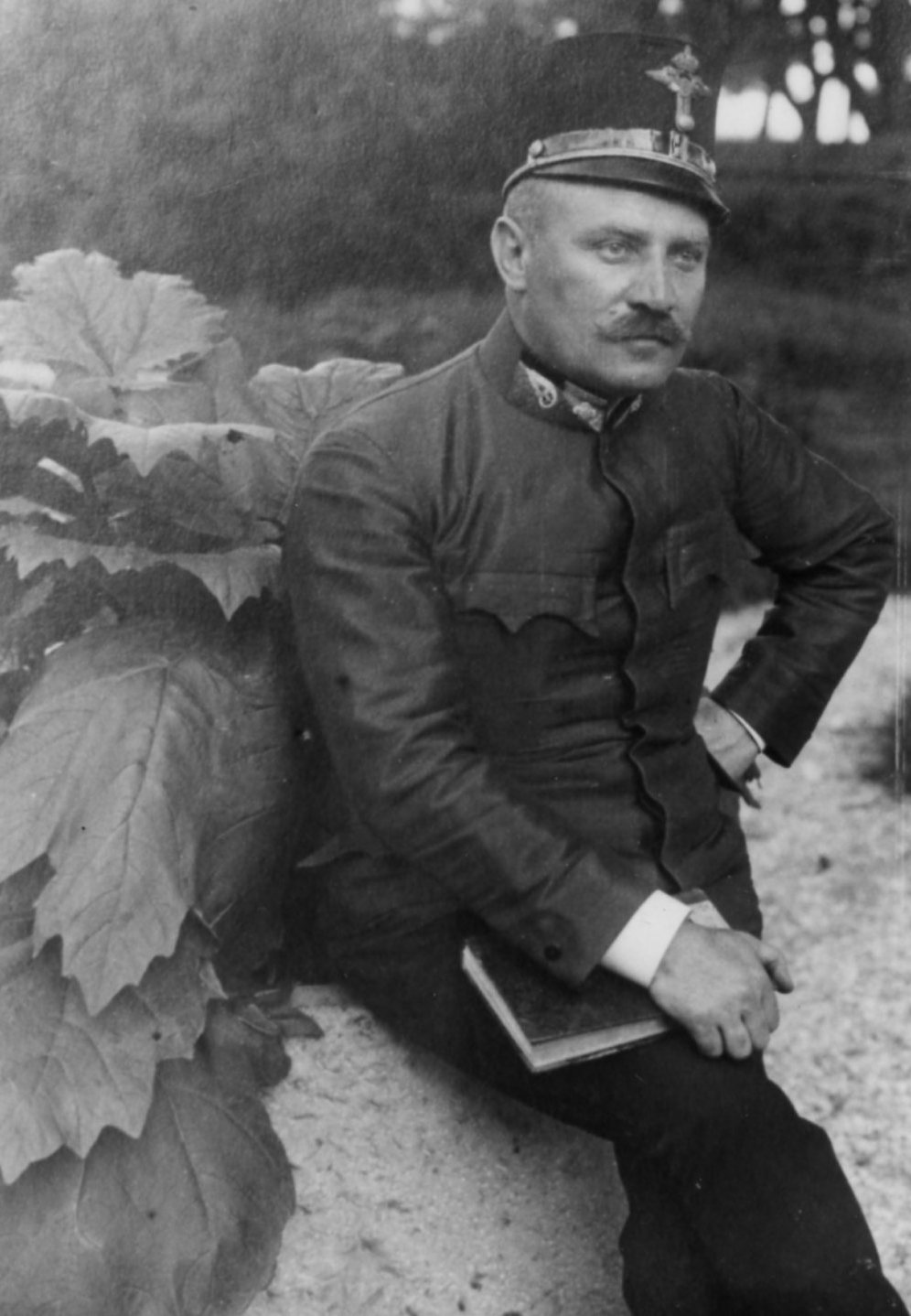
Wincenty Byrski w mundurze kolejarza austriackiego

Biblioteka Wincentego Byrskiego – księgozbiór składający się z kilkuset pozycji stworzony przez polskiego poetę i tłumacza Wincentego Byrskiego.
Każda z kilkuset książek należących do kolekcji była przez Byrskiego własnoręcznie numerowana, pieczętowana i podpisywana. W skład biblioteki wchodziła klasyka literatury polskiej i światowej. Po śmierci poety, czyli na samym początku II wojny światowej, w trosce o księgozbiór, wysiedlone przez Niemców żona i córka Byrskiego, przekazały książki na przechowanie rodzinie i sąsiadom. Do dzisiejszych czasów zachowało się jedynie kilkadziesiąt pozycji, które znajdują się w Gminnej Bibliotece Publicznej w Kozach. Staraniem koziańskiej biblioteki księgozbiór Byrskiego jest odtwarzany i przechowywany razem z jego rękopisami.

## Lista zachowanych książek należących do Biblioteki Wincentego Byrskiego
Książki te przechowuje Gminna Biblioteka Publiczna w Kozach.
| Lp. | Numeracja Byrskiego | Autor                     | Tytuł                                                                          | Miejsce wydania | Rok wydania     |
| --- | ------------------- | ------------------------- | ------------------------------------------------------------------------------ | --------------- | --------------- |
| 01. | 46.                 | Henryk Sienkiewicz        | Pisma T:VII: Ogniem i mieczem T:III                                            | Warszawa        | 1894            |
| 02. | 46a.                | Henryk Sienkiewicz        | Pisma T:IX: Ogniem i mieczem T:IV                                              | Warszawa        | 1894            |
| 03. | 49a.                | Henryk Sienkiewicz        | Pisma T:XI: Potop T:II                                                         | Warszawa        | 1888            |
| 04. | 50a                 | Henryk Sienkiewicz        | Pisma T:XIII: Potop T:IV                                                       | Warszawa        | 1888            |
| 05. | 51.                 | Henryk Sienkiewicz        | Pisma T:XIV: Potop T:V                                                         | Warszawa        | 1888            |
| 06. | 51a.                | Henryk Sienkiewicz        | Pisma T:XV: Potop T:VI                                                         | Warszawa        | 1888            |
| 07. | 69.                 | Juliusz Słowacki          | Wacław. Dantyszek Piast. Książę niezłomny. Lilla Weneda                        | Lwów            | 1879            |
| 08. | 108.                | Franciszek Karpiński      | Pamiętniki                                                                     | Warszawa        | ok. 1898        |
| 09. | 109.                | Juliusz Słowacki          | Powieści poetyckie                                                             | Warszawa        | brak informacji |
| 10. | 162.                | –                         | „Przegląd literacki”, Organ Związku Literackiego w Krakowie R:1, Nr:1 – 12     | Kraków          | 1896            |
| 11. | 191.                | Juliusz Słowacki          | Beniowski                                                                      | Warszawa        | brak informacji |
| 12. | 201.                | Teodor Jeske-Choiński     | Historyczna powieść polska                                                     | Warszawa        | ok. 1899        |
| 13. | 209.                | Włodzimierz Zagórski      | Wybór poezyi                                                                   | Warszawa        | ok. 1899        |
| 14. | 212.                | Antoni Brykczyński        | Listy z Włoch o sztuce kościelnej                                              | Warszawa        | ok. 1899        |
| 15. | 218.                | Józef Zedlitz             | Wieńce pośmiertne. Poemat epiczny                                              | Sambor          | 1886            |
| 16. | 219.                | Adelbert von Chamisso     | Wybrane poezje i pieśni                                                        | Przemyśl        | 1883 – 1885     |
| 17. | 230b.               | Piotr Chmielowski         | Historya literatury polskiej T:II                                              | Warszawa        | ok. 1899        |
| 18. | 233b.               | Julian Klaczko            | Studia dyplomatyczne. Część druga                                              | Kraków          | 1904            |
| 19. | 237.                | August Seidel             | Transwaal i Boerowie                                                           | Warszawa        | ok. 1899        |
| 20. | 239.                | Roman Zawiliński          | Słowacy, ich życie i literatura                                                | Warszawa        | ok. 1899        |
| 21. | 269.                | Kazimierz Brodziński      | Wspomnienia                                                                    | Kraków          | 1901            |
| 22. | 280 II              | Lubomir Gadon             | Emigracya polska T:II                                                          | Kraków          | 1901            |
| 23. | 322.                | Leopold Starzeński        | Gwiazda Syberyi                                                                | Lwów            | 1881            |
| 24. | 328.                | Artur Glisczyński         | Z mroku i dymu                                                                 | Warszawa        | 1901            |
| 25. | 367.                | Lucjan Rydel              | Awanturnik XVII wieku, Książę „Denassów”                                       | Kraków          | 1903            |
| 26. | 378.                | Ludwik Ariosto            | Orland oszalały                                                                | Warszawa        | ok. 1901        |
| 27. | 382.                | oprac. Adam M. Pieńkowicz | Wybór poezyj z pisarzów polskich                                               | Wilno           | 1836            |
| 28. | 395.                | pod red. W. Feldmana      | „Krytyka”. Miesięcznik poświęcony sprawom społecznym, nauce i sztuce, T:II     | Kraków          | 1902            |
| 29. | 403.                | Juliusz Słowacki          | Poezye, utwory dramatyczne i proza. Wydanie pierwsze z pośmiertnych rękopisów  | Kraków          | 1889            |
| 30. | 406.                | Gustaw Daniłowski         | Na wyspie                                                                      | Warszawa        | 1902            |
| 31. | 410.                | Henryk Sienkiewicz        | Pisma T:XII: Jamioł, Organista z Ponikły, Listy z Rzymu, Wenecyi i Paryża ...  | Warszawa        | 1899            |
| 32. | 411.                | Henryk Sienkiewicz        | Pisma T:XIII: Legenda żeglarska, Bartek Zwycięzca, Sielanka, Z wrażeń włoskich | Warszawa        | 1900            |
| 33. | 412.                | Henryk Sienkiewicz        | Pisma T:XIV: Przez stepy, Orso                                                 | Warszawa        | 1900            |
| 34. | 415.                | Henryk Sienkiewicz        | Pisma T: XXIV: Latarnik, Niewola tatarska, Wspomnienia z Maripozy, Czyja wina? | Warszawa        | 1900            |
| 35. | 416.                | Henryk Sienkiewicz        | Pisma T:XXV: Ta trzecia, Wyrok Zeusa, U źródła                                 | Warszawa        | 1901            |
| 36. | 418c.               | Henryk Sienkiewicz        | Pisma T:XXIX: Listy z Afryki T:III                                             | Warszawa        | 1901            |
| 37. | 419c.               | Henryk Sienkiewicz        | Pisma T:XXXII: Quo vadis T:III                                                 | Warszawa        | 1901            |
| 38. | 419e.               | Henryk Sienkiewicz        | Pisma T:XXXII: Quo vadis T:V                                                   | Warszawa        | 1901            |
| 39. | 420.                | Henryk Sienkiewicz        | Pisma T:XXXVI: Na jedną kartę                                                  | Warszawa        | 1901            |
| 40. | 447.                | William Shakespeare       | Dzieła dramatyczne T:II                                                        | brak informacji | brak informacji |
| 41. | 468.                | Aleksander Reich          | Nowele i fragmenty                                                             | Lwów            | 1909            |
| 42. | 471a.               | –                         | Przypomnienie kilku poezyj dawniej powszechnie znanych dziś rzadkich           | Lwów            | 1872            |
| 43. | 477.                | Franciszek Nowicki        | Pieśni czasu, Poezye                                                           | Tarnów          | 1904            |
| 44. | 507.                | George Byron              | Wędrówki Childe-Harolda                                                        | brak informacji | brak informacji |
| 45. | 519.                | Gustaw Olizar             | Pamiętniki 1798–1865                                                           | Lwów            | 1892            |
| 46. | 526.                | Paweł Kośmiński           | Poezye                                                                         | Warszawa        | ok. 1895        |
| 47. | 527.                | Alfred de Musset          | Poezye                                                                         | Warszawa        | 1890            |
| 48. | brak numeru         | Alojzy Warol              | Obietnice Boskiego Serca                                                       | Kraków          | 1933            |
| 49. | brak numeru         | Julian Ginsbert           | Prawda morska                                                                  | Warszawa        | 1934            |